# Дотор-Педринью
Дотор-Педринью (порт. Doutor Pedrinho)  —  муниципалитет в Бразилии, входит в штат Санта-Катарина. Составная часть мезорегиона Вали-ду-Итажаи. Входит в экономико-статистический  микрорегион Блуменау. Население составляет 3645 человек на 2011 год. Занимает площадь 375,758 км². Плотность населения — 8,4 чел./км².

## История
Город основан 4 января 1988 года.

## Статистика
- Валовой внутренний продукт на 2003 составляет 20.257.818,00 реалов (данные: Бразильский институт географии и статистики).
- Валовой внутренний продукт на душу населения на 2003 составляет 6.501,23 реалов (данные: Бразильский институт географии и статистики).
- Индекс развития человеческого потенциала на 2000 составляет 0,802 (данные: Программа развития ООН).

## География
Климат местности: умеренный.